# ウキウキ放送局
『ウキウキ放送局』（ウキウキほうそうきょく、番組HPのロゴでは『ウキウキ放送局!』）は、エフエム山口（FMY） で放送されていた、アニメや特撮を扱うラジオ番組シリーズ（アニラジ）。
シリーズ全体の放送期間は1986年10月7日から2019年12月29日（中断期間を含む）まで。

## 概要
地方局、特に地方FM局のローカル番組としては異色のアニメ・特撮特化型アニラジであった。
FMYアナウンサーの水谷寛によるワンマンDJスタイルで進行された。リクエストと週代わりコーナーがメインとなっており、リクエストは最新ナンバーから懐かしのナンバーまで幅広い（ただしアニメ・特撮に関連したものがほとんど）。毎年最後の放送の最終リクエスト曲と毎年最初の放送にかかる曲はほぼ一定していた。四半期ごとに山口で放送される新アニメ情報を取り上げるが、山口の電波事情を反映して広島・福岡でのネット状況も報告した。また、JAITS加盟局とCS局のみでの放送作品の場合はCS局の情報も取り上げた。
エンディングテーマは番組開始当初よりアニメ映画「タッチ 背番号のないエース」挿入歌の『Dreamin' Kids』（日髙のり子）が用いられていた。

### タイトルと放送枠の変遷
| タイトル                                               | 期間                          | 放送枠                           | 備考                               |
| ------------------------------------------------------ | ----------------------------- | -------------------------------- | ---------------------------------- |
| UKIUKI放送局 （ウキウキほうそうきょく）                | 1986年10月7日 - 1987年6月23日 | 月曜深夜（火曜未明） 2:00 - 3:00 |                                    |
| UKI UKI放送局2 （ウキウキほうそうきょくツー）          | 1987年7月 - 不明              | 日曜 16:00 - 17:00               |                                    |
| UKI UKI放送局2 （ウキウキほうそうきょくツー）          | 不明 - 不明                   | 水曜 20:00 - 21:00               |                                    |
| UKI UKI放送局2 （ウキウキほうそうきょくツー）          | 不明 - 1994年3月              | 火曜深夜（水曜未明） 1:00 - 2:00 |                                    |
| UKI2放送局V （ウキウキほうそうきょくブイ）             | 1994年4月 - 2001年3月         | 水曜 21:00 - 21:55               | [ 2 ]                              |
| UKI2放送局V （ウキウキほうそうきょくブイ）             | 2001年4月 - 2003年6月27日     | 土曜深夜（日曜未明） 3:00 - 4:00 | [ 3 ]                              |
| ウキウキ放送局! （ウキウキほうそうきょく）             | 2004年10月1日 - 2010年3月26日 | 金曜 21:30 - 21:55               |                                    |
| ウキウキ放送局!零-ゼロ- （ウキウキほうそうきょくゼロ） | 2010年4月4日 - 2019年12月29日 | 日曜 24:00 - 24:30               | 2011年7月24日から9月24日までは休止 |

### 放送休止期間
放送開始以来、2度の長期放送休止期間がある。
1度目は2003年で、6月末の『UKI2放送局V』終了時に編成上の都合から一旦最終回を迎え、再開の時期を探っていたが、一年半後の2004年10月に復活することになる（番組公式サイト上の通算回数は2004年10月1日を「第1回」とカウントしている）。
2度目は2011年（平成23年）で、同年7月17日に通常通りの放送が行われた後「諸般の事情により」との理由で当面の間休止との告知が行われた。公式サイトや番組BBSでは休止の理由が明かされておらず一切不明であったが、「アニメージュ」（徳間書店）2011年9月号のメディア情報で、FMYのスタッフが『急病の為、入院静養中』である旨を明かした。同年10月2日に放送が再開されている。

### オフィシャル掲示板
この番組はFMYの番組では唯一掲示板を設置している。当初は「ウキウキ専用・簡易掲示板1号」として設けられていたが、荒らし対策として2005年7月に現行の掲示板「ウキウキ放送局 オフィシャル掲示板」（パスワード管理）にリニューアルされた。放送中この掲示板には「ウキナー」（当番組のリスナーのこと）から多数の感想が書き込まれ、一時的にチャット同様の書き込みが行われる。ちなみに放送終了後も一時的にFMYの公式サイトと内に一時的にUKI・Vサイトがあった時も、かなりの書き込みがあった。

### イベント
この番組では、水谷アナとウキナーを近づけるため、度々アニメ特撮関連のイベントを行っている。コミケに参加するための東京行きバスツアーなども企画されるが、応募者が最少催行人数（25人）に達しないため中止となることもある。

## シリーズの終焉とその後
FMY開局翌年の1986年（昭和61年）10月7日以来、改題と放送枠移動を繰り返しながらほぼ同一のスタイルで放送され続けており、エフエム山口における長寿番組の一つであったが、2019年12月2日の放送および同日の番組ブログにおいて同月29日をもって終了することが発表された。最終回も「掲示板」まではいつもの流れであったが、それ以降は山口県出身である安元洋貴によるカヴァー版の「ゆりゆららららゆるゆり大事件」、年末恒例の「帰ってきてしまった、はっぴい・ぱらだいす」へと続き、エンディング前にいつもエンディングで流された「Dreamin' Kids」をフルサイズで、かつ日髙のり子からの謝辞コメントを含めて放送、最後は年始恒例の「クックロビン音頭」をかけながら番組が終了。これにより『UKIUKI放送局』時代から開始したウキウキ放送局シリーズは33年3ヶ月（中断期間あり）の放送に幕を閉じることになった。
元々本番組が日曜日の最後に放送される番組（番組終了後は月曜日朝まで放送休止）であり、本番組終了に伴い放送枠自体が廃止となり放送休止時間が30分繰り上げられた。
2023年2月に水谷アナが急逝。追悼特番として、2024年5月6日（月曜未明）の0:00 - 0:30（番組終了時と同じ時間帯）に準レギュラーだったなかはらかぜをパーソナリティとした「ウキウキ放送局～永遠に～」を放送。番組では、当時使用されたBGMや楽曲、そして水谷アナに縁のあったうえだのぶ（漫画家）、山本正之（歌手）からのコメントを放送した。

## 終了時点の番組構成
- 週替わり企画
  - 月刊アニメ夜話 - 一つのアニメ番組を取り上げてトークを行う。漫画家のなかはらかぜとCGクリエイターのikkiが出演。V時代から続く数少ないコーナー（当時は「ウキウキアニメ夜話」）。
  - ウキウキ!マンガ大学 - 漫画に関する（特に漫画を執筆する側からの）あれこれをとりあげる。なかはらかぜが徳山大学特任教授として出演。
  - 北斗のツボ - 漫画「北斗の拳」で登場した北斗神拳の経絡秘孔を実際の「経穴（ツボ）」と関連づけて取り上げる。スポンサーに鍼灸接骨院が入っていることから実現したコーナー。
- 掲示板（告知コーナー）
地元開始のコミックサイトや、新番組情報など、県内リスナーへ向けた様々なイベント情報を公開している。
60分時代にはリスナー同士の情報交換も水谷を介して行われていた。「UKI2の音源を貸して」や「雑誌の切り抜きをください」などがあり、個人情報にうるさくなった2000年代後半以降では考えられないが、個人携帯の番号や住所も公開していた。

なお、週替わり企画は「ウキウキ!補完計画NEO」としてポッドキャスト配信している。2006年12月1日開始。
番組中に使用中のBGMのうち、掲示板コーナーは鉄人28号より『正太郎マーチ』に変更された（番組宣伝に使用）。なお最後の局に入る前にメッセージやトークするパートがあるが、そこでは光画部で使用されていた究極超人あ〜るの『TOSAKA THE SENIOR〜戦うセンパイ』が流用されている（V時代や金曜放送時代には番組宣伝に使用）。

## II・V時期に存在したコーナー
元々は1時間番組であり、深夜時間帯に放送されていた時期もあったため、かつては多数のコーナーが存在した。II時期のみのスポンサーはシーモール下関専門店街で、放送時間が深夜に移動するまでは月に1回の割合で公開録音が行われていた。
- お誕生日 - 冒頭のコーナー。主に誕生日おめでとうコールを読む。
- アイドルは君のもの - ウキナーがアイドルと思った人の曲をリクエストするコーナー。初期は「なんてったってアイドル」（小泉今日子）の最初の部分が流れ、水谷が「は君のもの」と言う冒頭ジングルがあったが、番組タイトルコール直後に1曲目がかかる為にコーナー終了のジングルのみが残った。
- アニメヒット最前線→アニメソングハンター（『UKI UKI放送局2』開始時より） - アニソンの新曲をかけるコーナー。BGMは「アニメヒット最前線」ではガルフォースの主題歌「両手いっぱいのジョニー」（小比類巻かほる）、「アニメソングハンター」ではシティーハンターの主題歌「City Hunter〜愛よ消えないで〜」（小比類巻かほる）。
- 伝言板 - 最初に出来たコーナーで、ウキナーが投稿する、同人誌やコミケなどのイベントの情報、「譲ります、譲って下さい」のコーナー。公録時にはウキナー自身やゲストで来た声優が読んだりした。92年頃まで番組終了後にテレホンサービスを使って同じ情報が確認できた。BGMは鉄腕アトム (アニメ第1作)のオープニングテーマ（上高田少年合唱団）。コーナー終了のジングルはDr.スランプ アラレちゃんのOP2「わいわい行進曲」ラスト5秒が流れ、加工された音声が「ウキウキー」と言う。
- 千日戦争（サウザンドウォーズ） - アニメ誌の内容を自慢したり貶したりするコーナー。80年代のアニメ誌が休刊か廃刊かという状況を終わらない戦いになぞらえて、聖闘士星矢の用語から付けられた。主な内容は、ある女性ウキナーが読んでいたアニメ誌（アニメック、ジ・アニメ、マイアニメ）が続けて休刊になってしまった現象「アクエリアスのクリーミーセリカの廃刊パワー」関連のネタが多かった。アニメディア読者=メディナー、OUT読者=アウシタン、Fanload読者=ローディストは一般的に使われるが、更にアニメV読者=Vキッズ、アニメージュ読者=メージュ、Newtype読者=タイパーと呼ぶのが特徴。末期はネタが尽きてコーナー自体が潰れてしまう（BGMが10秒程かかるものの「使える投稿が無いので」「時間の関係で」次の赤っ恥に移るという進行）。
- 赤っ恥 - ネタが尽きかけていた千日戦争のコーナーでウキナーから発案された、自分や他人の恥を晒すコーナー。BGMは宇宙戦艦ヤマトの「悲しみ」。
- ご無体な告白 - ミスター味っ子のサントラ「満腹定食」に収録された「下仲の告白」が元ネタで、「アニメキャラが実はこんな事を言いたいんじゃないか」と告白させるコーナー。BGMは究極超人あ～るの「あ～る愛の誌」。
- アイ・マイ・キャラ - ご無体な告白から派生したコーナー。BGMは南国少年パプワくんの「パプワ島とパプワくん」。
- 炎の蜃気楼（ミラージュ）・30字シアターFX - 93年12月7日の放送でウキナーの「炎の蜃気楼って何ですか?」という質問に対して水谷が「30字以内でまとめて送って」と返したことから偶然生まれたコーナー。当初は1回だけのコーナーだったが、好評につきV開始後にFXを付けてレギュラーコーナーとなり、V最終回まで約9年続いた。BGMは炎の蜃気楼 イメージアルバムから「戦国残影」。
- 光画部 - 主に元ネタとなった究極超人あ～るに登場する部活「光画部」のような間抜けな学生生活を投稿するコーナー。番組中2番目に古かったコーナーで約15年続いた。BGMは究極超人あ～るの挿入歌「TOSAKA THE SENIOR～戦うセンパイ」。
- 特撮 - 新旧問わず特撮の曲をかけるコーナー。公録の開始時にも使われるBGMは快傑ズバットの「日本じゃ二番目だ!」。
- 百物語 - II時代の夏限定コーナー。怪談を投稿するコーナー。
- 世にも奇妙な…（てんてんてん） - 夏限定コーナーその1。身の回りで起きた奇妙な出来事を投稿するコーナー。BGMは吸血姫美夕の「ラヴァのテーマ・ワルツ」
- 金ちゃんの良い怪談・悪い怪談・普通の怪談 - 夏限定コーナーその2。変な怪談を投稿するコーナー。「金ちゃん」とは主に学校の校庭に立っている二宮金次郎像の事。BGMはウルトラQ。

## エピソード
声が似ている
水谷はお誕生日のコーナー等で「鳥坂先輩（またはあーる君）口調で」と指定されると声真似をする事があり、関俊彦をゲストに公開録音を行った際の終盤、当時YAWARA!で神谷明と共演していた関に「神谷さんに声がちょっと似ている」と言われる。
放送事故寸前
V末期（2000年5月17日）前週放送分の音源が間違えてセットされており約30分程放送されたが、帰りながら放送を聞いていた水谷が急遽スタジオに入り、後半は生放送で番組を進行した。
年末年始のお決まり
番組リスナーの間では、新旧に関わらず年末最後の放送曲に『帰ってきてしまった、はっぴい・ぱらだいす』（究極超人あ～る）または『元旦がきた』（県立地球防衛軍）を、年始最初の放送曲に『クックロビン音頭』（パタリロ!）をリクエストする慣習が根付いている。

## II・V時期の公開録音に呼ばれたゲスト（声優）
- 佐々木望（1989年頃）
- 関俊彦（1990年頃）
- 草尾毅（1991年頃）
- 速水奨（1995年3月29日）
- 檜山修之（1995年11月8日、1997年10月29日）
- 緒方恵美（1996年5月1日）
- 置鮎龍太郎（1996年5月8日）
- 関智一（1996年8月21日）
- 岩永哲哉（1996年10月30日）
- 深見梨加（1997年4月2日）
- 横山智佐（1997年4月30日）
- 金丸淳一（1997年12月17日）
- 矢島晶子（1998年4月1日）

そのほか、60分時代には2001年2月頃に坂本真綾がコメントを寄せるなど、有名声優からのコメントメッセージもよくあった。また零-ゼロ-時代（2012年8月現在）も月に1,2回のペースで有名声優とそれに加えてアニソン歌手からのコメントメッセージもある。